# 白糸トンネル
白糸トンネル（しらいとトンネル）は、北海道島牧郡島牧村オコツナイから同村栄浜を結ぶ国道229号のトンネル。

## 概要
現トンネルは1999年（平成11年）に完成したものであり、それ以前は岩内側から第一白糸トンネル、立岩覆道、第二白糸トンネルと続いていた。1977年第一白糸トンネルが竣工、1975年に立岩覆道、1976年第二白糸トンネルが竣工した。開通後は、これら３つの構造物が統合され、「白糸トンネル」として運用・管理されていた。しかし、後述の崩落事故によって通行止めになったため、1999年に崩落現場を迂回する新トンネルが掘られた。

## 第二白糸トンネル岩盤崩落事故
1997年8月25日午後2時30分頃、第二白糸トンネルせたな側坑口付近で大規模な岩盤崩落が発生した。坑口上高さ200mの山頂から、幅130m、長さ70m、厚さ20mの海側に面した山肌が削られるように崩れ、トンネル巻出し114ｍ、擁壁12ｍを崩壊して、海面まで到達した。土砂によって覆われた海面は赤茶色に染まり、不気味な光景となっていたという。
崩落した土砂の量は推定約2万m3であり、これは本事故の１年前に発生した豊浜トンネル岩盤崩落事故のおよそ２倍の規模である。崩落箇所の向かって左側には、オーバーハング状態の巨岩がいつ崩落するか分からない状態で残っており、その周辺では時折り小崩落を繰り返して、その後28日に二度目の崩落が発生した。
崩落に至った原因は現場付近の山の斜面傾斜が垂直に近く，150mもの標高差を持つ急峻な塔状岩体が形成されていたことに加え、崩落3週間前に周辺で8月3日から8月14日にかけて累積雨量290mmの豪雨が発生したことで地価の水圧が変化し、岩体下部の強度が低下したことによるものとされている。
本事故では二度崩落しているが、幸いにも死者けが人ともにいなかった。
1993年7月12日北海道南西沖地震が発生した際、第二白糸トンネル上部の斜面が崩落し、岩石によって巻き出し部が崩れた。

### 第二白糸トンネルの安全対策に関する北海道開発局の対応
1996年2月10日に発生した豊浜トンネル岩盤崩落事故を受けて、北海道開発局は、同年2月13日付で建設省（当時）が発令した「トンネル坑口部等の緊急点検について」を受け、全道のトンネル坑口部及び落石覆工の全施設箇所の点検を実施した。の点検結果に基づき、今後の対応方針は1から5に分類・整理された。対応方針1は『対策を必要とする』、対応方針2は『より詳細な調査を行い、対策の要否について検討する』、対応方針3は『当面、通常巡回及び定期巡回による重点的な観察を継続』、対応方針4は『特に新たな対策を必要としない』、対応方針5は『対象箇所ではあるが、積雪等により点検が未完了、雪解け後直ちに点検を実施し、必要な措置を講ずる』となっている。
今回、崩落事故が起きた第2白糸トンネルのある国道229号の島牧村管内には当時、12カ所のトンネルと17カ所の覆道があった。1997年4月12日に北海道開発局が発表した1996年度の点検結果で、対応方針1と判定された箇所は1カ所もなかったが、対応方針2と判定された箇所は「穴澗トンネル」、「第1白糸トンネル」、「立岩覆道）」、「第2白糸トンネル」、「オコツナイトンネル」、「赤岩覆道」、「八峰トンネル」、「第2タコジリトンネル」、「穴床前覆道」の9カ所。
ちなみに、この時の北海道開発局の説明では「対応方針1とは、『対策を必要とする』と判定された箇所のことであるが、直ちに危険というわけではなく、災害に至る要因が点検の結果、発見されたということ。この結果を踏まえて、今後の早急な災害防止のための対策に着手し、道路交通の一層の安全確保につとめる」ということだった。
　だが、当時は冬の積雪で正確な調査は不可能だったため、改めて精細に調査。その結果、「穴澗トンネル」、「第1白糸トンネル」、「立岩覆道」、「第2白糸トンネル」、「オコツナイトンネル」、「赤岩覆道」、「第2タコジリトンネル」の7カ所については対応方針1に格上げされ、平成9年2月5日に発表された。
そして今回、事故が発生した「第二白糸トンネル」については、防災対策が策定され、1998年度から本格着手する予定だったのだが、その矢先に事故発生してしまった。

### 事故後
近辺には迂回路が一切ないため、大幅な迂回を強いられた。
また、今回の事故を受けて当時のルートでの復旧を断念し、崩落現場を山側に迂回する形で新トンネルが1998年2月27日から（せたな町側は同年1月15日）工事が開始された。そして、1999年4月8日に現トンネルが開通した。